# Legio Maria
Cet article décrit un mouvement religieux africain et non pas l'association catholique Legio Mariae.
Legio Maria est un mouvement religieux né parmi les Luo du Kenya occidental, qui incorpore les  coutumes religieuses traditionnelles des Luo à un cadre chrétien et qu'il ne faut pas confondre avec Legio Mariae qui est une association de laïcs servants l'Église catholique romaine en volontariat et fondée en 1921 à Dublin.

## Origine et histoire
Dès 1921, un certain Joanes Owalo (qui fut un des premiers Luo converti au christianisme) fonda la première église indépendante appelée Nomiya Luo Church. Celle-ci rejetait l'emprise des missionnaires mais acceptait le message chrétien.
Le mouvement Legio Maria, quant à lui, fut fondé en 1962 par un professeur de catéchisme nommé Blasio Simeo Malkio Ondeto (?-4 septembre 1991) appelé Baba Messiah par ses adeptes et connu sous les noms de Black Messiah ou de Black Jesus par les autres. Il draina, derrière lui, près de 90 000 fidèles. En 1998, ils étaient 250 000. Dans les années 1960, il fut excommunié, ainsi que son égérie Gaudencia Aoko (1943-1988), par le pape Paul VI.
C'est un mélange d'animisme, de syncrétisme et de culte chrétien né à l'origine dans la région de Kisii mais s'étendant finalement largement en Afrique de l'Est. Il se veut une échappée vis-à-vis de l'Église catholique romaine (ECR), en déclarant un pape (« antipape » du catholicisme conventionnel), et en affirmant qu'il a remplacé l'« Église de Rome » comme la « vraie » Église catholique. Sa création fut consécutive au mécontentement vis-à-vis du fait que seuls les prêtres ont l'autorisation d'instruire la religion et d'exercer une activité de ministère dans l'Église, comme par exemple prêcher, prier pour les malades ou baptiser.

## Liste des Antipapes
Baba Messiah, bien que désigné par ses adeptes comme un pape, fut plutôt considéré par eux comme un dieu.
- Pape Timotheo Blasio Joseph Atilla (1991-1998).
- Pape Maria Pius Lawrence Jairo Chiaji Adera (1998-2004)
- Pape Raphael Titus Otieno (2004 – ce jour)

## Sites sacrés
- Le siège de Legio Maria est situé dans le village natal de Baba Messiah à Got Kwer et rapporté comme « Jérusalem ». Ce village d'environ 600 habitants est situé à environ 15 km au sud-ouest de Migori. C'est aussi l'endroit où se trouve la tombe du fondateur; il s'agit d'un long socle de béton couvert et entouré d'ex-voto ;
- La formation rocheuse de Kit Mikayi est un lieu de pèlerinage où les adeptes viennent prier parfois pendant plusieurs semaines ;
- Ramogi hill est une colline au pied de laquelle ils viennent puiser l'« eau bénite ».

## Croyances et pratiques
Les croyants adhèrent au message donné par l'Église catholique et plus spécialement au rôle central de la vierge Marie en tant que « reine », « mère » et « médiatrice ».
Les adhérents au culte donne une grande importance à la nécessité de commander le monde des esprits par la possession, l'exorcisme, la guérison miraculeuse, en utilisant des médiums, principalement issus des membres du mouvement. Ils ne considèrent pas que ce soient les prêtres qui sont à même de contacter le monde spirituel mais bien les individus ayant eu une vision de Marie seule ou accompagnée du Christ.
Chaque visiteur d'un lieu de culte est littéralement « reniflé » par un jochecko  habillé de façon très colorée. Son rôle est de connaitre si le visiteur vient avec de bonnes ou mauvaises intentions. Pendant, les cérémonies, l'eau bénite est utilisée et projetée à profusion, sauf pendant le sermon, vers les fidèles.

## Symboles
En général Legio Maria utilise les mêmes symboles que ceux utilisés dans l'Église catholique - crucifix, images des saints, chapelets, cierges - mais d'une taille plus grande. Les pouvoirs mystiques, comme le suggère la tradition luo, peuvent être associés à des objets, donc plus grande est la taille des objets, plus grande est la puissance de ces objets.